# Planica 7 (2022)
Planica 7 2022 – edycja turnieju Planica 7 rozegrana w dniach 24–27 marca 2022 roku na Letalnicy w Planicy w ramach Pucharu Świata w skokach narciarskich 2021/2022.
W skład zawodów weszło 7 serii konkursowych.
Zawody rozpoczęły się w czwartek 24 marca 2022 roku kwalifikacjami do pierwszego konkursu indywidualnego, który odbył się dzień później 25 marca. 26 marca przeprowadzony został konkurs drużynowy, natomiast 27 marca drugi konkurs indywidualny z trzydziestoma najlepszymi zawodnikami Pucharu Świata 2021/22.

## Skocznia
W tabeli podano rekord skoczni obowiązujący przed rozpoczęciem Planica 7 lub ustanowiony w trakcie jego trwania (wyróżniony wytłuszczeniem).
|  | Nazwa skoczni | Miejscowość | Punkt K | HS     | Rekord skoczni | Rekord skoczni  | Rekord skoczni |
|  | ------------- | ----------- | ------- | ------ | -------------- | --------------- | -------------- |
|  | Letalnica     | Planica     | K-200   | HS-240 | 252,0 m        | Ryōyū Kobayashi | 24.03.2019     |

## Program zawodów
| Dzień    | Konkurencja                   | Początek (CET) | Liczba uczestników |
| -------- | ----------------------------- | -------------- | ------------------ |
| 24 marca | Oficjalny trening             | 9:00           | -                  |
| 24 marca | Kwalifikacje                  | 15:00          | 68                 |
| 25 marca | Seria próbna                  | 13:00          | -                  |
| 25 marca | Pierwszy konkurs indywidualny | 14:00          | 40                 |
| 26 marca | Seria próbna                  | 9:00           | -                  |
| 26 marca | Konkurs drużynowy             | 9:45           | 8x4                |
| 27 marca | Drugi konkurs indywidualny    | 10:00          | 30                 |

## Podsumowanie
| Lp.                              | Data                             | Uwagi                            | 1. miejsce                                                         | 2. miejsce                                                                                            | 3. miejsce                                                                        | Lider po konkursie |
| -------------------------------- | -------------------------------- | -------------------------------- | ------------------------------------------------------------------ | --- | --------------------------------------------------------------------------------- | ------------------ |
| 1.                               | 24 marca 2022                    | Kwal.                            | Anže Lanišek                                                       | Timi Zajc                                                                                             | Johann André Forfang                                                              | Anže Lanišek       |
| 2.                               | 25 marca 2022                    | Ind.                             | Žiga Jelar                                                         | Peter Prevc                                                                                           | Anže Lanišek                                                                      | Anže Lanišek       |
| 3.                               | 26 marca 2022                    | Druż.                            | Słowenia 1. Žiga Jelar 2. Peter Prevc 3. Timi Zajc 4. Anže Lanišek | Norwegia 1. Marius Lindvik 2. Bendik Jakobsen Heggli 3. Johann André Forfang 4. Halvor Egner Granerud | Austria 1. Michael Hayböck 2. Daniel Tschofenig 3. Manuel Fettner 4. Stefan Kraft | Timi Zajc          |
| 4.                               | 27 marca 2022                    | Ind.                             | Marius Lindvik                                                     | Yukiya Satō                                                                                           | Peter Prevc                                                                       | Timi Zajc          |
| Planica 7 – Klasyfikacja końcowa | Planica 7 – Klasyfikacja końcowa | Planica 7 – Klasyfikacja końcowa | Timi Zajc                                                          | Marius Lindvik                                                                                        | Peter Prevc                                                                       |                    |

## Klasyfikacja generalna turnieju
| Poz. | Zawodnik              | Reprezentacja | Punkty zdobyte w konkursach | Punkty zdobyte w konkursach | Punkty zdobyte w konkursach | Punkty zdobyte w konkursach | Punkty zdobyte w konkursach | Punkty zdobyte w konkursach | Punkty zdobyte w konkursach | Punkty zdobyte w konkursach | Suma punktów |
| Poz. | Zawodnik              | Reprezentacja | Kwal.                       | Kwal.                       | Ind.                        | Ind.                        | Druż.                       | Druż.                       | Ind.                        | Ind.                        | Suma punktów |
| ---- | --------------------- | ------------- | --------------------------- | --------------------------- | --------------------------- | --------------------------- | --------------------------- | --------------------------- | --------------------------- | --------------------------- | ------------ |
| 01 ! | Timi Zajc             | Słowenia      | 226,5                       | 2.                          | 454,8                       | 4.                          | 414,0                       | 2.                          | 437,2                       | 4.                          | 1532,5       |
| 02 ! | Marius Lindvik        | Norwegia      | 203,1                       | 27.                         | 435,3                       | 13.                         | 435,2                       | 1.                          | 455,1                       | 1.                          | 1528,7       |
| 03 ! | Peter Prevc           | Słowenia      | 218,8                       | 6.                          | 464,8                       | 2.                          | 402,9                       | 4.                          | 438,6                       | 3.                          | 1525,1       |
| 4.   | Žiga Jelar            | Słowenia      | 215,1                       | 10.                         | 468,2                       | 1.                          | 394,4                       | 7.                          | 435,2                       | 6.                          | 1512,9       |
| 5.   | Anže Lanišek          | Słowenia      | 227,1                       | 1.                          | 458,5                       | 3.                          | 389,8                       | 11.                         | 435,7                       | 5.                          | 1511,1       |
| 6.   | Stefan Kraft          | Austria       | 215,9                       | 9.                          | 450,3                       | 6.                          | 413,4                       | 3.                          | 421,6                       | 11.                         | 1501,2       |
| 7.   | Yukiya Satō           | Japonia       | 216,3                       | 8.                          | 442,9                       | 8.                          | 389,9                       | 10.                         | 446,8                       | 2.                          | 1495,9       |
| 8.   | Halvor Egner Granerud | Norwegia      | 211,4                       | 14.                         | 442,2                       | 9.                          | 401,8                       | 5.                          | 419,0                       | 12.                         | 1474,4       |
| 9.   | Ryōyū Kobayashi       | Japonia       | 214,4                       | 11.                         | 452,8                       | 5.                          | 377,2                       | 14.                         | 423,7                       | 8.                          | 1468,1       |
| 10.  | Kamil Stoch           | Polska        | 222,5                       | 4.                          | 438,3                       | 11.                         | 388,4                       | 12.                         | 416,3                       | 14.                         | 1465,5       |
| 11.  | Karl Geiger           | Niemcy        | 208,6                       | 17.                         | 436,3                       | 12.                         | 399,8                       | 6.                          | 409,1                       | 16.                         | 1453,8       |
| 12.  | Michael Hayböck       | Austria       | 205,0                       | 23.                         | 427,9                       | 17.                         | 390,2                       | 9.                          | 421,7                       | 10.                         | 1444,8       |
| 13.  | Johann André Forfang  | Norwegia      | 224,3                       | 3.                          | 416,9                       | 21.                         | 388,0                       | 13.                         | 412,7                       | 15.                         | 1441,9       |
| 14.  | Piotr Żyła            | Polska        | 203,3                       | 25.                         | 427,7                       | 18.                         | 390,9                       | 8.                          | 419,0                       | 12.                         | 1440,9       |
| 15.  | Dawid Kubacki         | Polska        | 219,5                       | 5.                          | 408,2                       | 26.                         | 369,9                       | 18.                         | 422,5                       | 9.                          | 1420,1       |
| 16.  | Manuel Fettner        | Austria       | 202,5                       | 28.                         | 441,8                       | 10.                         | 368,6                       | 19.                         | 406,6                       | 17.                         | 1419,5       |
| 17.  | Andreas Wellinger     | Niemcy        | 197,6                       | 30.                         | 426,2                       | 19.                         | 373,8                       | 15.                         | 405,6                       | 18.                         | 1403,2       |
| 18.  | Daniel Tschofenig     | Austria       | 203,7                       | 24.                         | 430,6                       | 14.                         | 372,0                       | 17.                         | 376,1                       | 22.                         | 1382,4       |
| 19.  | Markus Eisenbichler   | Niemcy        | 208,5                       | 18.                         | 180,8                       | 34.                         | 344,4                       | 24.                         | 372,6                       | 24.                         | 1106,3       |
| 20.  | Constantin Schmid     | Niemcy        | 212,7                       | 12.                         | 183,9                       | 31.                         | 307,8                       | 27.                         | 374,1                       | 23.                         | 1078,5       |